# Билецкий, Фёдор Григорьевич
Фёдор Григо́рьевич Биле́цкий (укр. Федір Григорович Білецький; 18 (З0) июня 1879, г. Кролевец, Черниговская губерния (ныне Сумской области Украины) — 12 апреля 1967, Полтава) — украинский советский учёный в области растениеводства, профессор, заслуженный деятель науки Украинской ССР (с 1960).

## Биография
В 1904 году окончил сельскохозяйственный факультет Киевского политехнического института, работал агрономом на предприятиях Сахартреста, директором Масловского сельскохозяйственного техникума на Киевщине.
В 1925—1962 — первый заведующий кафедрой растениеводства Полтавского сельскохозяйственного института.
Один из организаторов создания колхозов на Полтавщине, оказывал им консультативную помощь, читал лекции, организовывал проведение практических мероприятий на селе.
С 1930 работал по совместительству также в Полтавском институте народного образования (ИНО). В 1931—1933, когда ИНО реорганизовали в Институт социального воспитания, стал руководителем агробиологического отдела и кафедры земледелия.
Автор 76 научных трудов по вопросам совершенствования агротехники.

## Награды
- 2 ордена Ленина (в т.ч. 23.01.1948)
- медали